# Бекардові
Бекардові (Tityridae) — родина птахів ряду горобцеподібних (Passeriformes). Поширені у Південній та Центральній Америці. Види родини раніше належали до родин тиранові, манакінові та котингові. Розмір коливається від 9,5 сантиметрів і 10 грамів у Iodopleura pipra до 22 сантиметрів і 88 грамів у Tityra semifasciata . Більшість видів мають порівняно довгі хвости і великі голови.

## Класифікація
Родина містить 45 видів у 11 родах:
- Рід Котингіта (Iodopleura), 3 види.
- Рід Смугаста котингіта (Laniisoma), 2 види.
- Рід Аулія (Laniocera), 2 види.
- Рід Тиранка (Myiobius), 4 види.
- Рід Королівський мухоїд (Onychorhynchus), 4 види.
- Рід Пікоагудо (Oxyruncus), один вид, Oxyruncus cristatus.
- Рід Бекард (Pachyramphus), 17 видів.
- Рід Манакін-свистун (Schiffornis), 7 видів.
- Рід Рудохвостий москверито (Terenotriccus), один вид, Terenotriccus erythrurus.
- Рід Бекарда (Tityra), 3 види.
- Рід Білоголовий бекард (Xenopsaris), один вид, Xenopsaris albinucha.